# Wim de Bois
Cornelis Hendrik Willem de Bois, né le 19 juin 1896 et mort le 1er août 1975, est un footballeur et entraîneur néerlandais. Il dirige l'équipe nationale du Suriname en 1948.

## Biographie
De Bois joue comme attaquant à l'Ajax Amsterdam entre 1919 et 1931. Il dispute en tout 64 matches avec 11 buts marqués.
Il quitte l'Ajax pour devenir directeur technique. En 1932, il devient le premier entraîneur diplômé des Pays-Bas. Il dirige l'Hermes-DVS, de 1937 à 1941, puis le Sportclub Enschede pendant sept ans. En 1948, il devient le premier sélectionneur étranger de l'équipe du Suriname (à l'époque appelée Guyane néerlandaise).
De retour aux Pays-Bas, il entraîne le DOS Utrecht (1949-1952), le RBC Roosendaal (1954-56), le Go Ahead Eagles (1956-57) et enfin le SC Veendam (1957-59), club avec lequel il remporte le championnat de D2 en 1959. Le 28 juillet 1959, il est embauché par le VV Oldenzaal, où il reste quatre ans jusqu'au 27 juin 1963.

## Palmarès (entraîneur)
SC Veendam
- Champion de D2 en 1959